# Goffinella stylifer
Goffinella stylifer is een eenoogkreeftjessoort uit de familie van de Miraciidae. De wetenschappelijke naam van de soort is voor het eerst geldig gepubliceerd in 1932 door Wilson C.B..